# José Smith de Vasconcelos
José Smith de Vasconcellos, o primeiro barão de Vasconcellos, (Lisboa, 10 de dezembro de 1817 — Rio de Janeiro, 8 de outubro de 1903) foi um nobre português radicado no Brasil.

José Smith de Vasconcellos.

## Biografia
Filho do conselheiro José Inácio Pais Pinto de Sousa e Vasconcellos e de Mary Martha Tustin Smith, inglesa de Worcester.
Transferiu-se para o Brasil em 1831, radicando-se na cidade de Fortaleza (Ceará), onde se dedicou a atividades comerciais, importando artigos de luxo da Europa.
Em 1837, casou-se na catedral da capital cearense com Francisca Carolina Mendes da Cruz Guimarães, com quem teve os seguintes filhos: Rodolfo, Leopoldo, Alfredo, Cleonice, Adelaide, Suzete, João Smith de Vasconcellos Jr, Frederico e Lydia.
José Smith de Vasconcellos era reconhecido por suas idéias poucos tradicionais, sendo um abolicionista e, segundo algumas fontes, precursor do estudo da Doutrina Espírita de Allan Kardec no nordeste do Brasil.

## Títulos recebidos
- Comendador da Ordem Militar de Cristo de Portugal (1870)
- Fidalgo Cavaleiro da Casa Real Portuguesa (1874)
- Comendador da Imperial Ordem de Cristo e da Imperial Ordem da Rosa (1883)
- Barão de Vasconcellos - título conferido em 13 de abril de 1863 pelo Rei de Portugal, Dom Luís I

## Descendência
- Rodolfo Smith de Vasconcellos, seu primogênito e segundo Barão de Vasconcellos, co-autor da obra Arquivo Nobiliárquico Brasileiro.

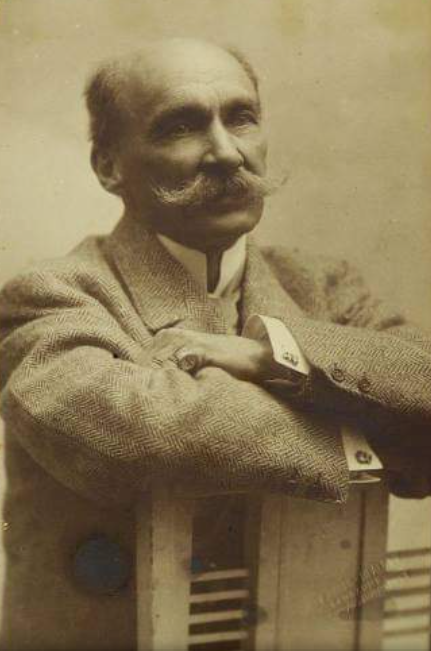
Rodolfo, segundo Barão de Vasconcelos - pai do construtor do Castelo de Itaipava. Sede oficial dos Smith de Vasconcelos.

- Marta Teresa Smith de Vasconcellos - a mais célebre de suas descendentes é sua trineta, conhecida como Marta Suplicy.

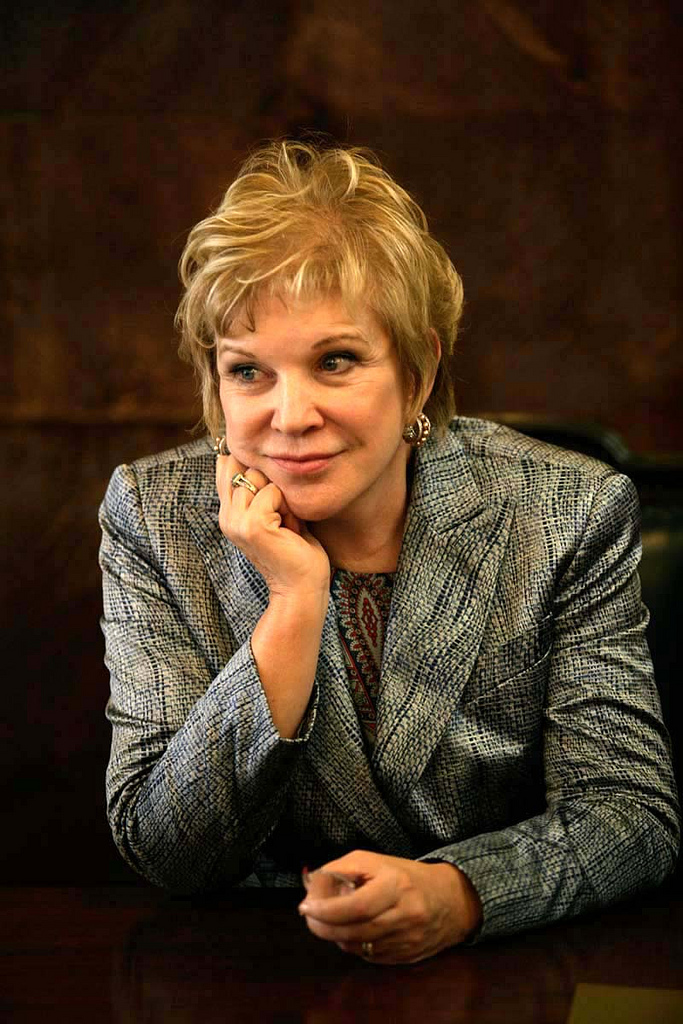
Marta Suplicy, a ex ministra e ex prefeita de São Paulo é trineta dos Barões de Vasconcelos.

- Condessa Lydia da Cruz Guimarães Smith de Vasconcellos é sua filha, que se tornaria a segunda Condessa de São Mamede ao casar-se com o Conde José Ferreira Pereira Felício, cuja união, tiveram dentre os filhos: Lydia Pereira Felício de São Mamede, a segunda esposa do diplomata e político Joaquim Francisco de Assis Brasil.

Dona Lydia Pereira Felício de São Mamede é neta dos Barões de Vasconcelos